# Bứa nam
Bứa nam hay còn gọi bứa nhà, tai chua (danh pháp: Garcinia cochinchinensis) là một loài thực vật có hoa trong họ Bứa. Loài này được (Lour.) Choisy mô tả khoa học đầu tiên năm 1824.